# چارلز بولی
چارلز بولی (انگلیسی: Charles Boli؛ زادهٔ ۳۰ اوت ۱۹۹۸) بازیکن فوتبال است.
از باشگاه‌هایی که در آن بازی کرده‌است می‌توان به باشگاه فوتبال لانس اشاره کرد.